# House of Gold & Bones – Part 2
House of Gold & Bones – Part 2 ist das fünfte Studioalbum der US-amerikanischen Rockband Stone Sour. Es knüpft inhaltlich an das Konzept des Vorgängers House of Gold & Bones – Part 1 an, welcher bereits am 19. Oktober 2012 veröffentlicht wurde. Die Handlung wird mit dem zweiten Teil abgeschlossen. Veröffentlichungstermin in Deutschland war der 5. April 2013.

## Entstehungsgeschichte
Das Album wurde zeitgleich mit dem ersten House of Gold & Bones-Teil in den Sound Farm Studios in Des Moines in Iowa aufgenommen, da ursprünglich geplant war nur ein Album aufzunehmen. Bereits im Oktober, wo House of Gold & Bones - Part 1 veröffentlicht wurde, waren deshalb alle 12 Lieder des zweiten Teils komplett eingespielt und befanden sich schon im Mix-Prozess. Produzent war wiederum David Bottrill (u. a. bekannt durch seine Produktion der Alben von Tool, Staind und Muse.) Da Original-Bassist Shawn Economaki die Band verlassen hatte, wurden auch diese zwölf Lieder mit Rachel Bolan von Skid Row eingespielt, was bereits im Juni 2012 bekanntgegeben wurde. Er spielte für alle 23 Lieder (Teil 1 und Teil 2 zusammen) die Bass-Parts in fünf Tagen ein. Allerdings ist Bolan nach wie vor kein festes Mitglied bei Stone Sour, da die Zeitpläne beider Seiten nicht übereingestimmt haben. Ein offizieller Nachfolger für Economaki steht noch nicht fest.

„Wir hatten ein echtes Problem weil wir mit der Besetzung des Bassisten nicht vorankamen. Plötzlich schlug Josh Rachel Bolan vor - wir hielten kurz inne, schauten uns an und wussten: Das macht hundertprozentig Sinn. Bolan kann die harten Sachen genauso gut spielen wie die soften und besitzt einen eigenen Stil. Ich habe ihn am nächsten Tag angerufen und er war sofort dabei.“

Am 12. Februar 2013 begann die Band mit der Veröffentlichung der ersten Single Do Me a Favor für den zweiten Teil Publik zu betreiben. Das Lied wurde auf digitalem Weg über Amazon und ITunes vertrieben. Die Erstaufführung hatte das Stück am gleichen Tag auf einem Konzert in Tucson, Arizona, noch während des Tourzyklus des ersten Teils. Bereits ab dem 30. Januar war das Cover des Albums öffentlich einsehbar. Einen Tag später, war die Trackliste des Albums festgelegt und veröffentlicht worden. Ein Musikvideo zu der Single wurde unter der Leitung von Phil Mucci in einem comichaften Stil gedreht, nachdem bei den letzten fünf Stone Sour-Videos, sowie auch einigen Slipknot-Clips P.R. Brown Regie führte. Eine Vorschau auf das Video war bereits am 1. März auf dem YouTube-Kanal von Stone Sour zu sehen. Das Musikvideo war allerdings erst ab dem 27. März im Internet aufzurufen. Ähnlich wie schon beim ersten Teil wurden ab dem 25. März von dem Album 20- bis 30-sekündige Ausschnitte zu den einzelnen Liedern auf der SoundCloud-Seite der Band präsentiert. Am 29. März wurde dann mit Gravesend ein neuer Songs veröffentlicht, welcher jedoch nicht als Single ausgekoppelt wurde. Bereits am 3. April boten Stone Sour das komplette Album als kostenlosen Stream auf ihrer Website an.
Sänger Taylor kündigte außerdem an, dass die Geschichte als Comic adaptiert werde und am 17. April bei dem Verlag Dark Horse in insgesamt zehn Bändern erschien.

## Stil
Der erste Teil wurde oftmals als sehr aggressiv geschildert und als eine Rückbesinnung auf die musikalische Ausrichtung zu Zeiten des gleichnamigen Debüts der Band angesehen. Der zweite Teil hingegen ist düsterer und melancholischer und bildet laut Corey Taylor stilistisch gesehen das breiteste Spektrum, welches Stone Sour je aufgefahren haben. Auch sagte Taylor aus, dass gerade House of Gold & Bones – Part 2 voller famoser Schlagzeug-Einlagen sei. Zur Fortführung der Geschichte, bei der es um einen jungen Mann geht, welcher gewisse Entscheidungen in seinem Leben trifft bzw. nicht trifft, meinte er, dass es im Auge des Betrachters läge, ob es ein Happy End gibt, da die Story mit einer Entscheidung beginnt, aber auch endet. Er wolle außerdem mit der Kurzgeschichte erreichen, dass die Leser ein stärkes Selbstempfinden aufbauen.

## Handlung
„Es begann alles mit der Figur des Menschen. Anfangs musste ich erst herausfinden, wie ich mit diesem Charakter umgehen will. Wie er sich auf coole Weise in dieser verrückten Welt, die mir vorschwebte, zurechtfindet und weitreichende Entscheidungen zu treffen hat. Als wir dann die Musik und Texte schrieben, entwickelte das Ganze eine wahnsinnige Eigendynamik. Mir fielen weitere Charaktere ein und ich bemerkte, dass eine richtige Handlung heranwächst. Ich war total aus dem Häuschen, denn es hatte das Potenzial, etwas wirklich cooles, Interessantes zu werden, das die Hörer zum Nachdenken anregt.“

Der junge Mann wacht, nachdem die Selbsüchtige Seite wieder Oberhand über ihn hatte, auf und findet sich in einer verrückten Welt wieder. Er weiß nicht, wie er dort hingekommen ist, noch wo er sich befindet. Auf der Suche nach Antworten, wird er von den „Numbers“, einer wilden Horde, gejagt und trifft dabei auf zwei weitere Personen, die ihm bei der Aufklärung der Fragen behilflich sind. Sie finden heraus, dass der junge Mann sich auf dem Weg zu einem Ereignis begeben soll, das sich Conflagration (zu deutsch etwa Großbrand) nennt. Bei dieser Zeremonie werden Veränderungen und Entscheidungsfreiheit gefeiert, wobei der Protagonist im Mittelpunkt stehen wird. Dieser ist jedoch nicht daran interessiert, muss allerdings trotzdem dorthin, um den Numbers, die ihn weiterhin verfolgen, zu entkommen.

„Wenn du in Gedanken deine persönliche Geschichte nachverfolgst, siehst du, wohin dich bestimmte Erfahrungen geführt haben. Was wäre passiert, wenn du dich hier oder dort anders entschieden hättest? Die Conflagration findet in dieser verrückten Welt statt, in der nichts so ist, wie es scheint - und alles, was du tust, beeinflusst diese Welt maßgeblich.“

## Chartplatzierungen
Das Album platzierte sich in vielen Ländern besser als der erste Teil. So schaffte es House of Gold & Bones – Part 2 in Deutschland auf Platz drei (Vorgänger auf Platz sieben), womit es zusammen mit dem 2010 veröffentlichten Album Audio Secrecy die bestplatzierte Veröffentlichung der Band in den deutschen Albumcharts darstellt. Auch in Österreich und der Schweiz stellt das fünfte Album von Stone Sour die bisher höchste Chartplatzierung in der jeweiligen Hitliste (Platz drei bzw. Platz sieben zusammen mit Audio Secrecy). In Großbritannien schnitt das Album auch besser ab und schaffte es im Gegensatz zum Vorgänger, der lediglich Platz 13 erreichte auf Platz elf. In den USA schnitt House of Gold & Bones – Part 2  schlechter ab und erreichte Rang zehn, womit es seit dem gleichnamigen Debüt aus dem Jahr 2002 (Rang 46) das bisher am schwächsten platzierte Album in den Billboard 200 ist. Die ausgekoppelte Single, schaffte es nicht, sich in den Hitlisten zu platzieren.
| Jahr | Titel                          | Höchstplatzierung, Gesamtwochen, AuszeichnungChartplatzierungen (Jahr, Titel, Platzierungen, Wochen, Auszeichnungen, Anmerkungen) | Höchstplatzierung, Gesamtwochen, AuszeichnungChartplatzierungen (Jahr, Titel, Platzierungen, Wochen, Auszeichnungen, Anmerkungen) | Höchstplatzierung, Gesamtwochen, AuszeichnungChartplatzierungen (Jahr, Titel, Platzierungen, Wochen, Auszeichnungen, Anmerkungen) | Höchstplatzierung, Gesamtwochen, AuszeichnungChartplatzierungen (Jahr, Titel, Platzierungen, Wochen, Auszeichnungen, Anmerkungen) | Höchstplatzierung, Gesamtwochen, AuszeichnungChartplatzierungen (Jahr, Titel, Platzierungen, Wochen, Auszeichnungen, Anmerkungen) | Anmerkungen |
| Jahr | Titel                          | DE | AT | CH | UK | US | Anmerkungen |
| ---- | ------------------------------ | --- | --- | --- | --- | --- | ----------- |
| 2013 | House of Gold & Bones – Part 2 | DE3 (5 Wo.)DE | AT3 (5 Wo.)AT | CH7 (4 Wo.)CH | UK11 (3 Wo.)UK | US10 (10 Wo.)US |             |

## Rezeption
Das Album wurde teilweise verhaltener aufgenommen als der erste House of Gold & Bones-Teil. Auf Laut.de war Kai Butterweck der Ansicht, dass man sich von den insgesamt 23 Liedern, die Hälfte der Lieder hätte sparen können. Zwar lobte er Taylors breites Stimmspektrum, meinte aber, dass nicht alle Lieder richtig hängen bleiben:"Leider sorgt der wuchtige Background aber nur selten mit ähnlich facettenreichem Treiben für die passenden Eckpfeiler. Zu schwerfällig und stoisch verliert sich die fett produzierte Hintergrund-Wulst allzu oft in Moll-lastigen Allerwelts-Sphären." Überzeugend äußerte er sich über die drei Songs zum Ende der Platte hin und vergab als Gesamtwertung lediglich zwei von fünf möglichen Sternen.
Mortiz Gütz von Metal1.Info zeigte sich ebenfalls enttäuscht über House of Gold & Bones – Part 2. Er stellte fest, dass die Band mit ihrem fünften Album endgültig beim Stadion-Rock angelangt sei. "Das „Schlimme“ daran ist, dass Stone Sour darin mittlerweile so gut sind, dass gerade die Nummern wie „Sadist“ und „The Conflagration“, auf die das am meisten zutrifft, die Highlights auf „The House Of Gold & Bones Part II“ darstellen." Er bezeichnete das Werk als ein Album mit „größtenteils unterhaltsamen Rock, der über weite Strecken hinweg auch gut ohne besondere Vorkommnisse auskommt. Allerdings auch ohne sonderlichen Tiefgang.“ Die abschließende Bewertung lag bei 7.5 von zehn möglichen Punkten, während er für den ersten Teil noch 9.5 von zehn Punkten vergab.
Im Magazin Rock Hard vergab Thomas Kupfer sieben von zehn möglichen Punkten. Für ihn hinterließ das Album einen ähnlich zwiespältigen Eindruck wie der Vorgänger. Zwar wären die Alben nicht wirklich schlecht, jedoch fehle der rote Faden über die Gesamtspielzeit hinweg, "der das große Ganze zusammenhält." Positiv sprach er über die Lieder  '82, The Uncanny Valley, The Conflagration und den Titeltrack, die "die langatmigen Parts der Platte allerdings nicht komplett kompensieren" können.
Weitaus positiver äußerte sich Peter Kudbaschk von dem E-Zine Powermetal.de über House of Gold & Bones – Part 2 . Zwar war auch er der Meinung, dass der zweite Teil nicht vollständig die Erwartungen des Vorgängers erfüllt habe und der Anfang des Albums holprig ausgefallen sei, doch würde sich das Album immer weiter steigern und im Schlussviertel seinen Höhepunkt erreichen. Man hätte auch nicht den Eindruck zwölf Einzelsongs zu hören und so einen Bogen zum Konzeptalbum geschlagen. Er vergab acht von zehn möglichen Punkten.
Matthias Weckmann von Metal Hammer war der Ansicht, dass das Album von finsteren "Farben und Nachdenklichkeit geprägt" ist und "Riff-Beißer" vergleichsweise zum ersten Teil selten auftauchen:"Diese Scheibe wirkt wie ein Soundtrack, auf dem das Story-Konzept die Musik vor sich her treibt. Das ist genial für ein sozial vereinsamtes Kopfkino, in dem sich das Konzept vor dem inneren Auge entspinnt, bietet aber kaum Raum zum befreiten Headbangen." Er bemängelte allerdings etwas, dass auf dem Album der "Freigeist" sich teilweise zu "selbstvergessen" austoben würde. Dies würde der Dynamik schaden, aber der Selbstfindung nützen und wies darauf hin, dass es bei House of Gold & Bones – Part 2 genau darum gehen würde. Er vergab fünf von sieben möglichen Punkten.

## Trackliste
Das Album ist von der Spielzeit mit rund 51 Minuten her länger als der erste Teil, welcher nur 44 Minuten lang war und elf Titel hat. Es ist allerdings nicht das längste Album von Stone Sour. Bereits das 2002er Debütalbum war mit 13 Titeln und einer Spieldauer von 52 Minuten länger ausgefallen, wie auch der direkte Vorgänger von House of Gold & Bones, Audio Secrecy aus dem Jahr 2010, welcher regulär 14 Stücke enthält und mit ca. 55 Minuten das bisher längste Album der Band ist. Die Japan-Edition enthält wie der Vorgänger (Gallows Humor) ebenfalls ein nicht weiter verwendetes Demotape mit dem Titel Shine.
| #   | Titel                     | Länge | Bemerkung                                    |  |
| --- | ------------------------- | ----- | -------------------------------------------- |  |
| ° 1 | Red City                  | 4:39  |                                              |  |
| 2   | Black John                | 4:02  |                                              |  |
| 3   | Sadist                    | 5:07  |                                              |  |
| 4   | Peckinpah                 | 4:11  |                                              |  |
| 5   | Stalemate                 | 4:47  |                                              |  |
| 6   | Gravesend                 | 4:41  |                                              |  |
| 7   | 82                        | 3:42  |                                              |  |
| 8   | The Uncanny Valley        | 4:01  |                                              |  |
| 9   | Blue Smoke                | 2:07  |                                              |  |
| 10  | Do Me a Favor             | 3:44  | Erste Single                                 |  |
| 11  | The Conflagration         | 4:56  |                                              |  |
| 12  | The House of Gold & Bones | 4:43  | Titeltrack                                   |  |
| 13  | Shine (Rough Demo)        | 3:26  | Demo; Bonustrack auf der japanischen Edition |  |

## Tour
Vor der regulären House of Gold & Bones – Part 2 Tour nahm die Band an der von Revolver Golden Gods veranstalteten Road to the Golden Gods Tour teil, welche vom 2. bis zum 24. April andauerte. Beim weiteren Tourneeverlauf trat die Band bei verschiedenen internationalen Festivals wie Rock am Ring und Rock im Park in Deutschland, als auch beim britischen Download-Festival im Donington Park auf. Tour-Bassist ist weiterhin Johnny Chow von der Band Cavalera Conspiracy, der bereits bei der Tour für House of Gold & Bones – Part 1 dabei war.

„Johnny Chow wird bei unseren Konzerten den Bass übernehmen. Er hat in den letzten Jahren bei Soulfly, Cavalera Conspiracy, Systematic, Fireball Ministry sowie My Ruin gespielt und besitzt ein dementsprechend breites Spektrum. Und - auf Tour entscheidend: Er ist ein cooler Typ.“

## Gastmusiker
E-Bass auf sämtlichen Kompositionen:
- Rachel Bolan

Koordinierung der Streichinstrumente auf The Conflagration:
- Kevin Fox

Streichinstrumente:
- Karen Graves - Erste Violine
- Kate Unrau - Zweite Violine
- Anna Redekop - Viola
- Kevin Fox - Cello

Stimmen auf The House of Gold & Bones:
- Stubs
- Lady
- Truck
- Sinner
- (Corey Taylor)